# Iulie 1989
Acest articol este generat integral pe baza informațiilor din articolul 1989 și este actualizat periodic de un robot.
 Editările făcute în articol vor fi șterse la următoarea actualizare! Dacă doriți să faceți modificări, editați articolul-sursă.

ianuarie -
februarie -
martie -
aprilie -
mai -
iunie -
iulie -
august -
septembrie -
octombrie -
noiembrie -
decembrie
Iulie 1989 a fost a șaptea lună a anului și a început într-o zi de sâmbătă.

## Evenimente
- 8 iulie: Carlos Menem devine președinte al Argentinei.
- 14 iulie: Franța celebrează a 200-a comemorare a Revoluției franceze.

## Nașteri
- 1 iulie: Daniel Ricciardo, pilot australian de Formula 1
- 2 iulie: Dev (Devin Star Tailes), cântăreață americană
- 2 iulie: Alex Morgan (Alexandra Patricia Morgan Carrasco), fotbalistă americană (atacant)
- 2 iulie: Alex Morgan, jucătoare americană de fotbal
- 4 iulie: Raluca Sbîrcia, scrimeră română
- 5 iulie: Alexandru Grigoraș, fotbalist român (atacant)
- 5 iulie: Rostîslav Herțîk, scrimer ucrainean
- 5 iulie: Dejan Lovren, fotbalist croat
- 7 iulie: Kim Bum, actor sud-coreean
- 7 iulie: Ivan Pešić, fotbalist croat (atacant)
- 8 iulie: Sorin Bușu, fotbalist român
- 8 iulie: Samoel Cojoc, fotbalist român
- 10 iulie: Ahmad Massoud, liderul Frontului Național de Rezistență din Afganistan
- 10 iulie: Carlos Zambrano (Carlos Augusto Zambrano Ochandarte), fotbalist peruan
- 11 iulie: Sebastian Cojocnean (Cristian Sebastian Cojocnean), fotbalist român
- 11 iulie: David Henrie (David Clayton Henrie), actor, producător și regizor american
- 12 iulie: Dumitru Captari, halterofil român
- 12 iulie: Phoebe Tonkin, fotomodel și actriță australiană
- 13 iulie: Kristina Kristiansen, handbalistă daneză
- 13 iulie: Sayumi Michishige, cântăreață japoneză
- 13 iulie: Eugen Slivca, fotbalist din R. Moldova
- 16 iulie: Gareth Bale (Gareth Frank Bale), fotbalist galez (atacant)
- 16 iulie: Alexandru Ologu (Alexandru Marius Ologu), fotbalist român
- 19 iulie: Norberto Neto (Norberto Murara Neto), fotbalist brazilian (portar)
- 20 iulie: Juno Temple (Juno Violet Temple), actriță britanică
- 21 iulie: Ömer Toprak, fotbalist turc
- 22 iulie: Georgiana Birțoiu (Georgiana Alina Birțoiu), fotbalistă română (atacant)
- 22 iulie: Leandro Damião (Leandro Damião da Silva dos Santos), fotbalist brazilian (atacant)
- 22 iulie: Daryl Janmaat, fotbalist neerlandez
- 23 iulie: Daniel Radcliffe, actor britanic de film, teatru și televiziune
- 25 iulie: Bartosz Brenes, muzician costarican
- 25 iulie: Paulinho (José Paulo Bezerra Maciel Júnior), fotbalist brazilian
- 25 iulie: Natalia Vieru, baschetbalistă rusă
- 26 iulie: Suguru Awaji, scrimer japonez
- 26 iulie: Alexandru Dedov, fotbalist dim R. Moldova (atacant)
- 28 iulie: Albin Ekdal, fotbalist suedez
- 31 iulie: Victoria Azaranka, jucătoare belarusă de tenis
- 31 iulie: Zelda Williams, actriță americană, fiica lui Robin Williams

## Decese
Franklin James Schaffner, 69 ani, regizor american de film (n. 1920)
Leyla Mammadbeyova, aviator sovietic (n. 1909)
Reuven Sheri, 86 ani, politician israelian (n. 1903)
János Kádár (n. Czermanik János József), 77 ani, politician maghiar, conducător (1956-1988), (n. 1912)
Alexandru Pașcanu, 69 ani, compozitor român (n. 1920)
Horia Stamatu, 76 ani, jurnalist român (n. 1912)
Călin Gruia, scriitor român (n. 1915)
Laurence Kerr Olivier, 82 ani, actor și regizor britanic (n. 1907)
Maria Kuncewiczowa, 93 ani, scriitoare poloneză (n. 1895)
Paul Lemerle, 86 ani, istoric francez (n. 1903)
Emil Gavriș, 74 ani, interpret român de muzică populară (n. 1915)